# Lipscani

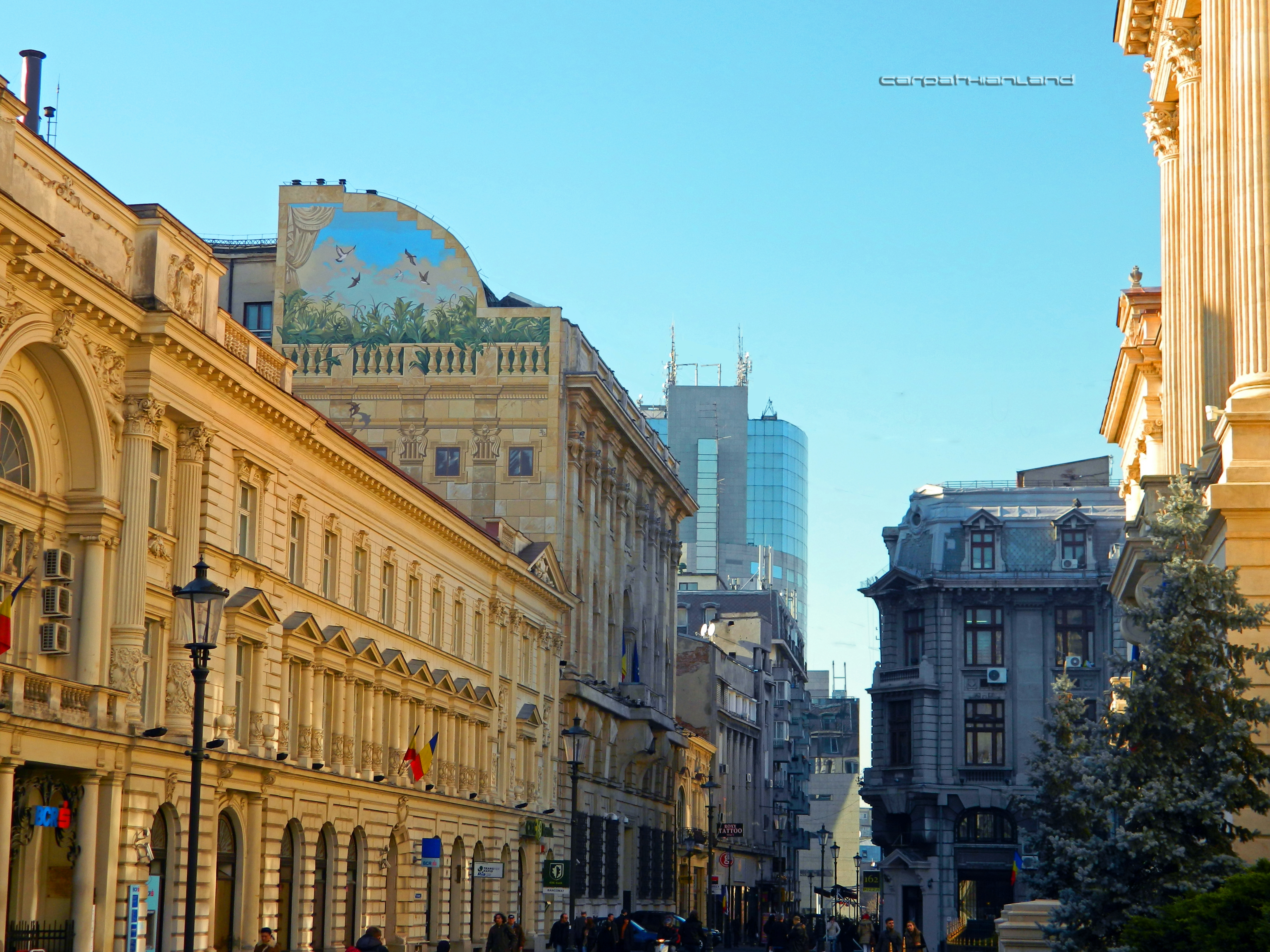

Lipscani es una calle y un distrito de Bucarest, la capital de Rumanía. Está junto a Curtea Veche, el palacio fundado por Vlad Draculea en el siglo XV. Se encuentra cerca de las ruinas del antiguo patio principesco construido por Vlad III el Empalador.

## Historia
Durante la Edad Media, Lipscani fue la zona comercial más importante, no solo de la propia ciudad de Bucarest sino también de toda Valaquia. En el siglo XVII se la empezó a llamar Lipsca (por Leipzig), debido a que ese era el origen de muchas de las mercancías de las que se podían adquirir allí. La palabra lipscan (singular de lipscani) pasó entonces a significar comerciante que trae sus mercancías de Europa occidental.
Entre las mercancías que se podían encontrar allí se encuentran joyas, sombreros, zapatos, cueros e incluso monturas para caballos. Dentro del distrito, en paralelo a la calle principal que es la que lleva el nombre de Lipscani, determinados gremios (en rumano, isnafuri) tenían su propia calle, algo que ha quedado reflejado en su toponimia: 
- Blănari (calle de los peleteros)
- Şelari (calle de los fabricantes de monturas)

Durante la República Socialista de Rumania, ya en el siglo XX, se hizo un proyecto para demoler el distrito entero, tal y como hizo Nicolae Ceauşescu en otros lugares de la ciudad. Muchos de los edificios estaban tan descuidados que se caían por sí solos, pero finalmente la zona no se demolió. En la actualidad, muchas de las construcciones todavía no han sido restauradas. No obstante, el barrio se ha querido revitalizar a través del comercio, y a comienzos del siglo XXI muchas de las calles se han peatonalizado.

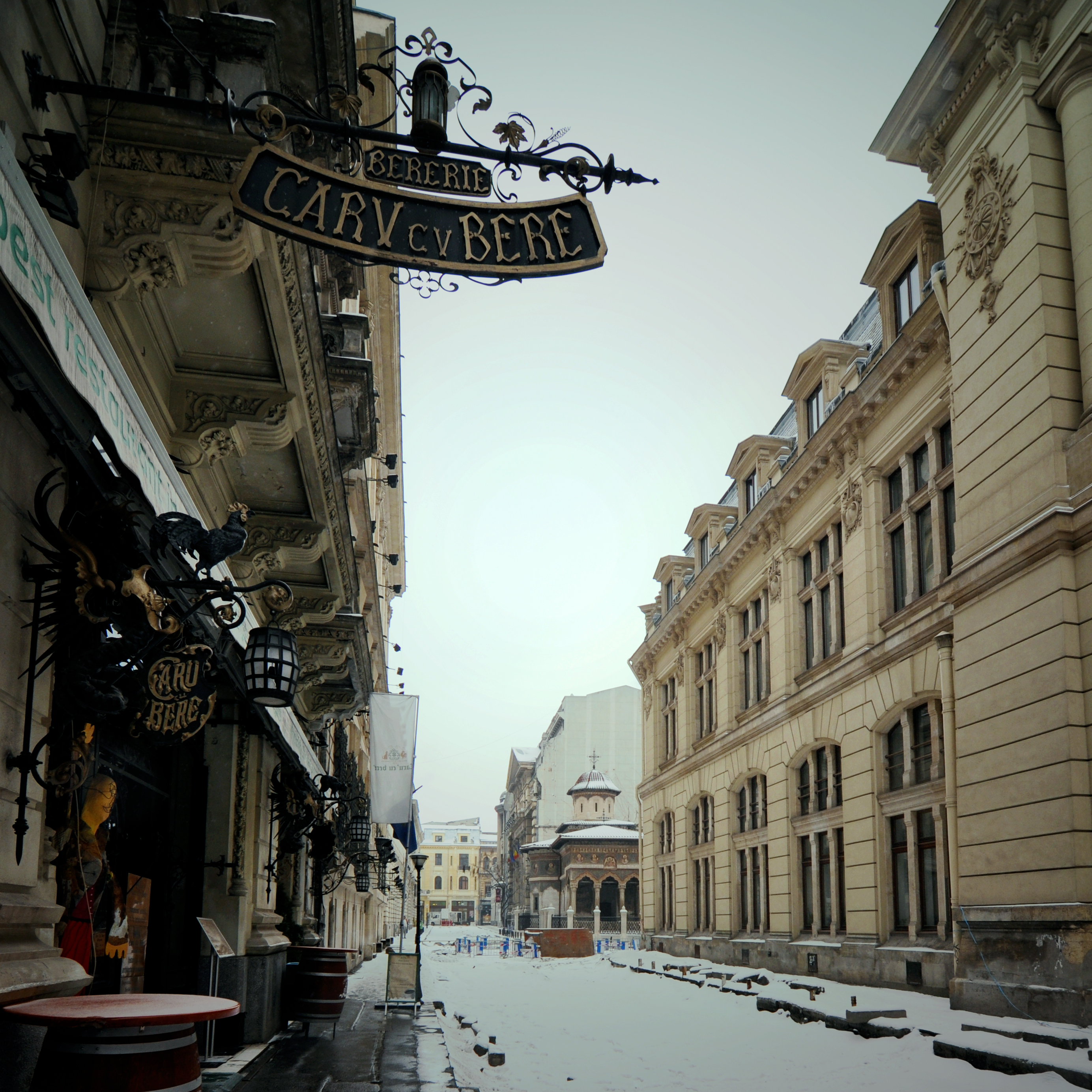
Caru' cu Bere y la Iglesia Stavropoleos al fondo
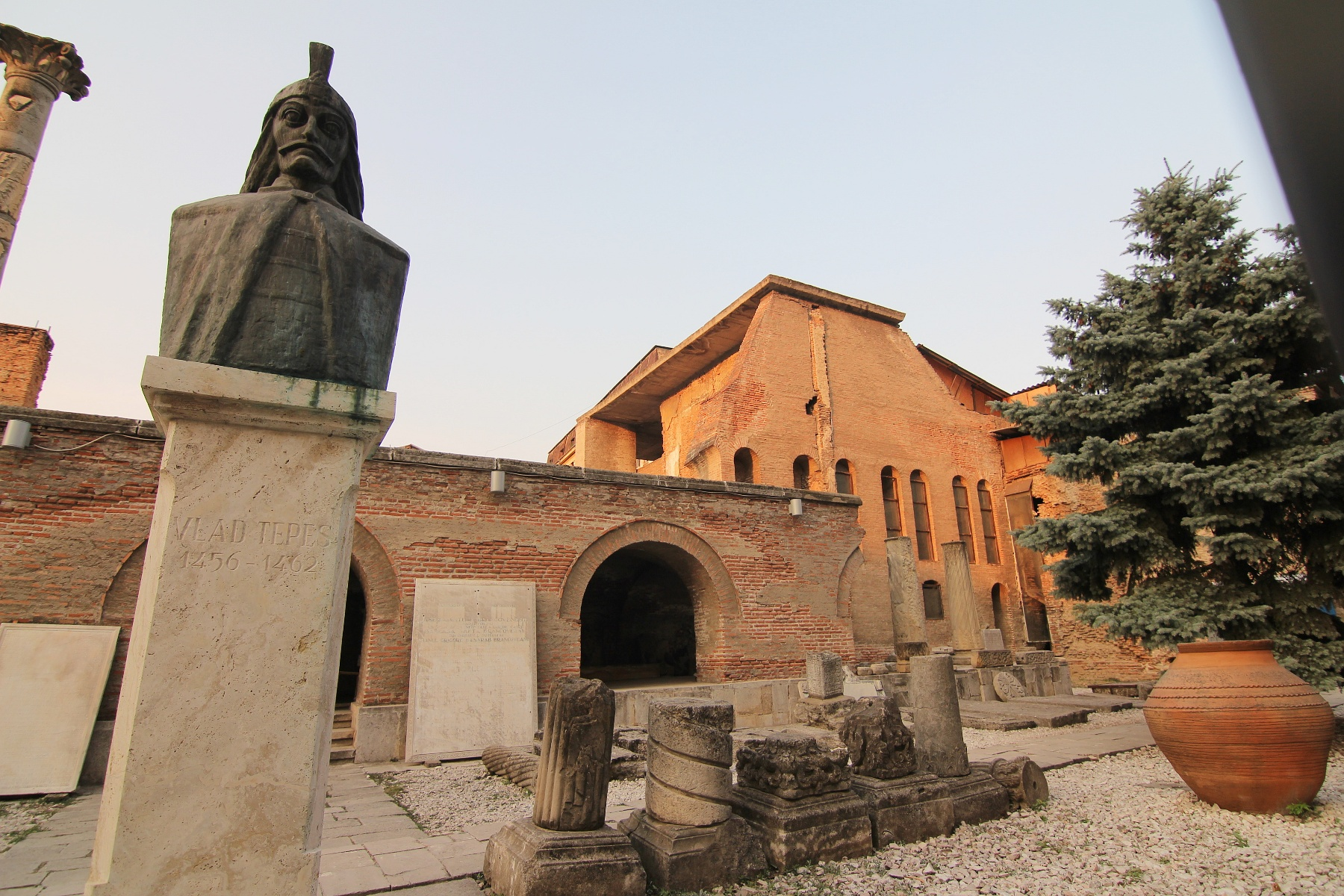
Monumento a Vlad el Empalador
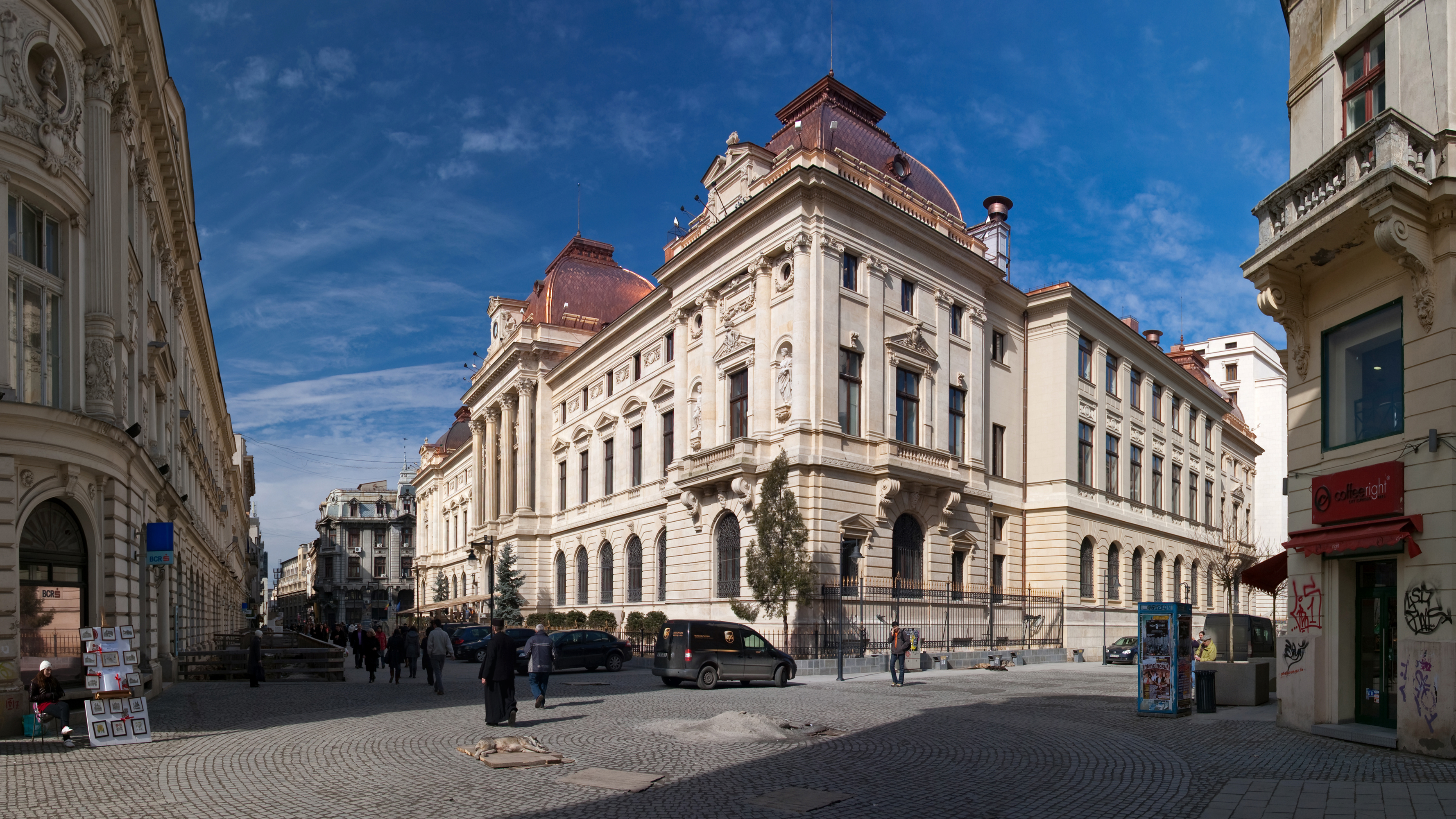
Banco Nacional de Rumania (edificio antiguo)
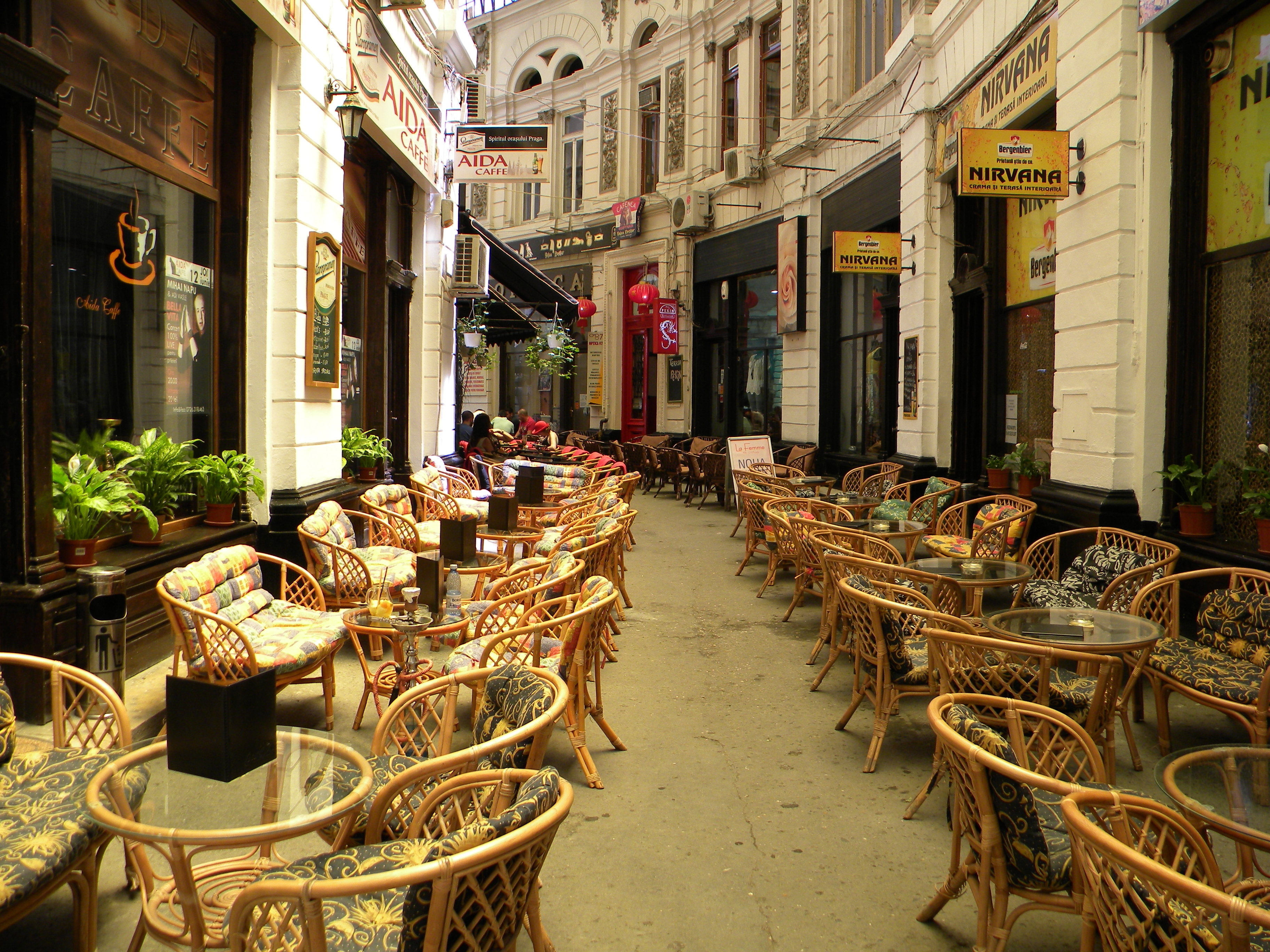
Paseo de Macca-Villacrosse
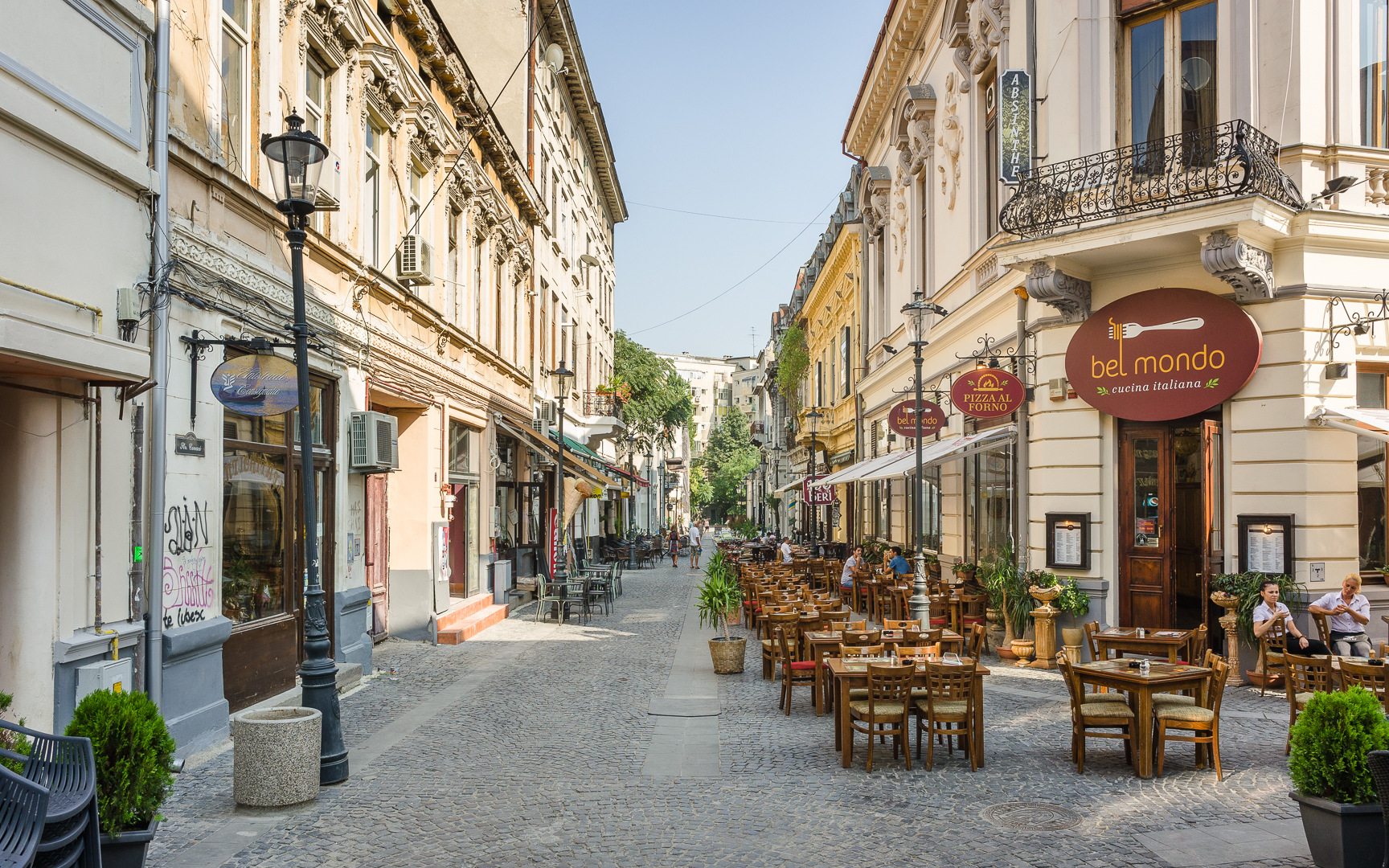
Calle Covaci